# Historique de l'Olympique de Marseille en Coupe de la Ligue
L'Olympique de Marseille a participé à toutes les éditions de la Coupe de la Ligue.
Ses finales dans la compétition, en 2010, en 2011 et en 2012, sont synonymes de victoires : l'OM bat les Girondins de Bordeaux en 2010, le Montpellier HSC en 2011 et l'Olympique lyonnais en 2012.

## Historique
Les matches sont présentés par décennie.
Légende
a.p. = résultat après prolongation; t.a.b. = tirs au but

## Bilan des finales

### Vainqueur (3)
| Date          | Équipe                 | Score   | Équipe                 | Buteurs                                     | Stade           |
| ------------- | ---------------------- | ------- | ---------------------- | ------------------------------------------- | --------------- |
| 27 mars 2010  | Olympique de Marseille | 3 - 1   | Girondins de Bordeaux  | Diawara 61e, Valbuena 68e, Chalmé 77e (csc) | Stade de France |
| 23 avril 2011 | Olympique de Marseille | 1 - 0   | Montpellier HSC        | Taiwo 80e                                   | Stade de France |
| 14 avril 2012 | Olympique lyonnais     | 0 - 1ap | Olympique de Marseille | Brandão 104e                                | Stade de France |

## Compétitions non officielles

### Coupe d'été
Jusqu'en 1994, la Coupe de la Ligue était une compétition estivale permettant aux clubs de procéder à des essais de joueurs. Cette ancienne compétition avait pour but de meubler les longues trêves occasionnées par les compétitions entre nations.
De nombreux clubs de l'élite ne participent pas à ces épreuves ou y envoient leur équipe réserve.

## Bilan
Le tableau suivant résume le bilan du club dans la compétition, actualisé en fin de saison 2019-2020.
| Résultat                                  | Nombre |
| ----------------------------------------- | ------ |
| Vainqueur                                 | 3      |
| Finaliste                                 | -      |
| Demi-finaliste                            | 1      |
| Quart de finaliste                        | 5      |
| Huitième de finaliste                     | 8      |
| Seizième de finaliste                     | 8      |
| Élimination avant les seizièmes de finale | 1      |
| Total                                     | 26     |

## Galerie d'images

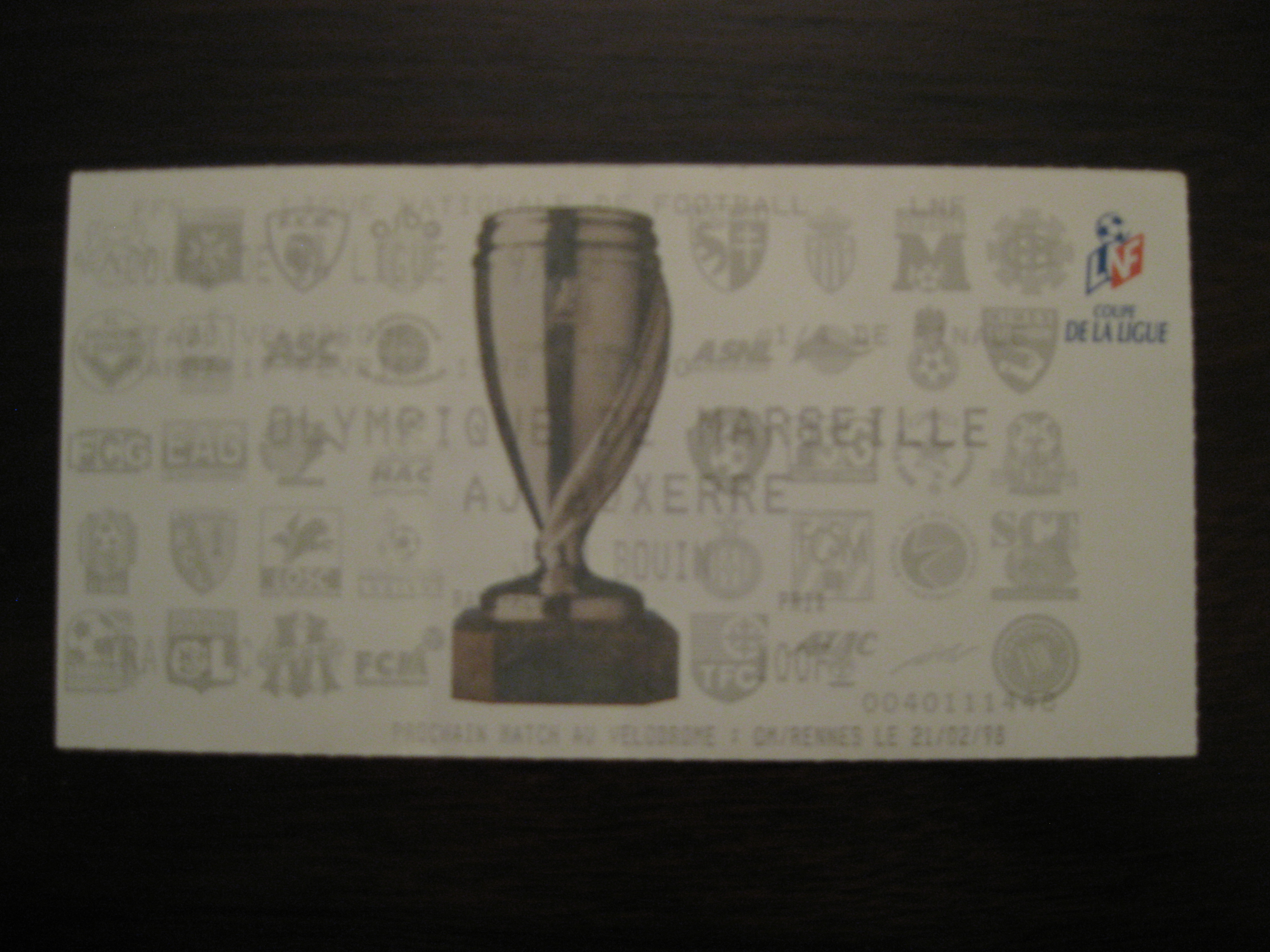
Ticket OM - AJA (1/4 1997-1998).
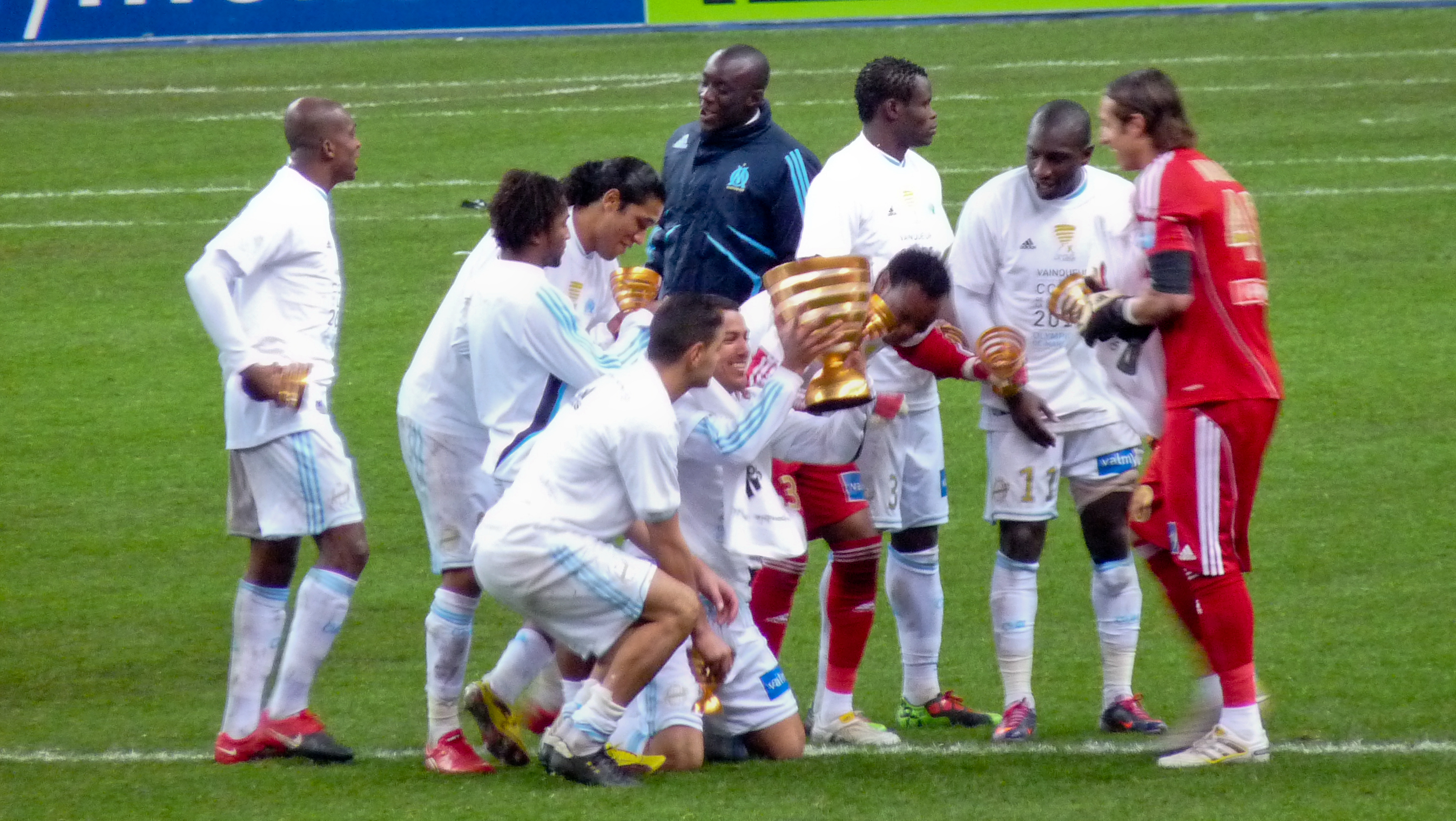
Les joueurs olympiens victorieux en 2010.
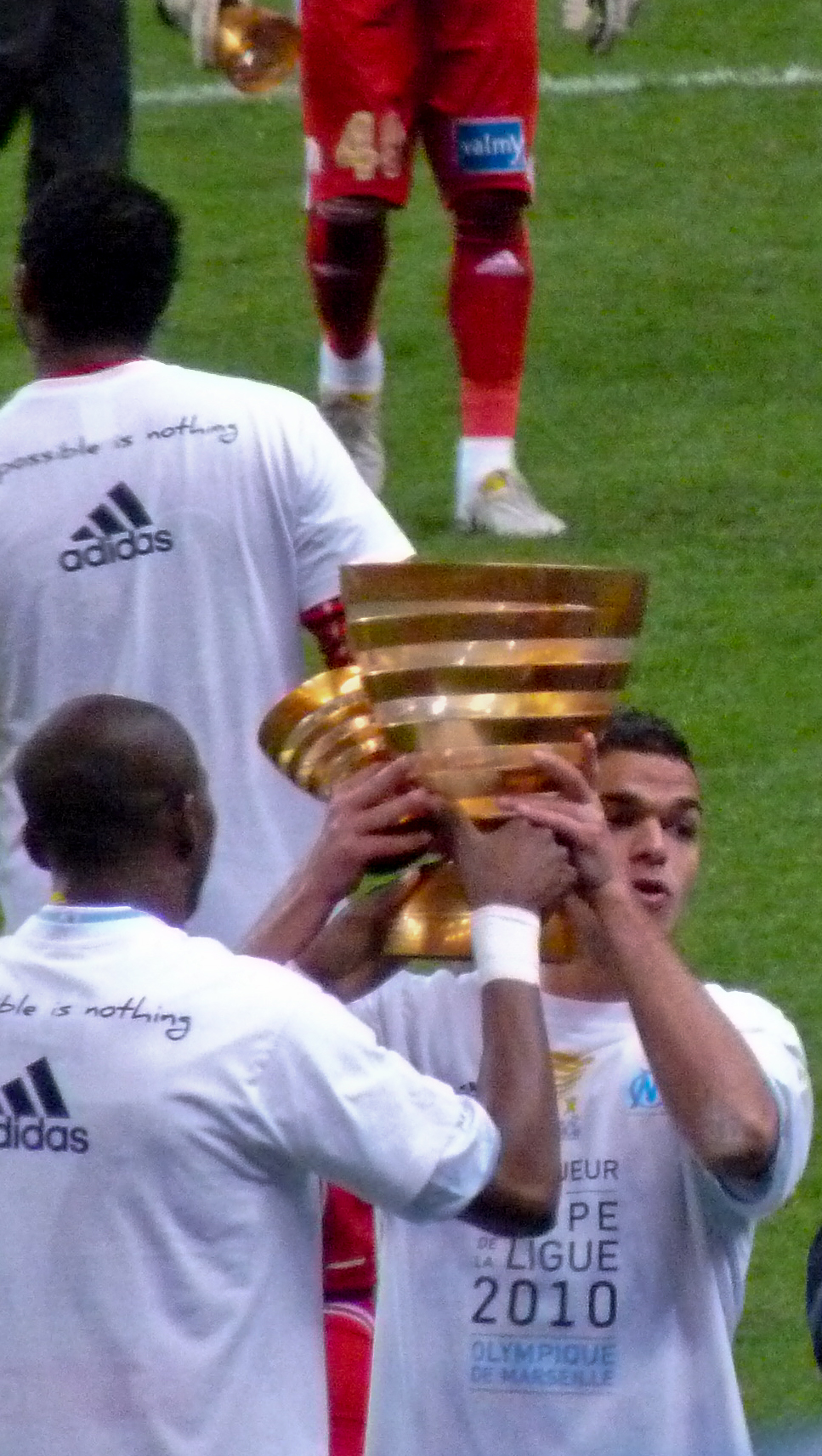
Hatem Ben Arfa brandissant le trophée. (2009-2010)
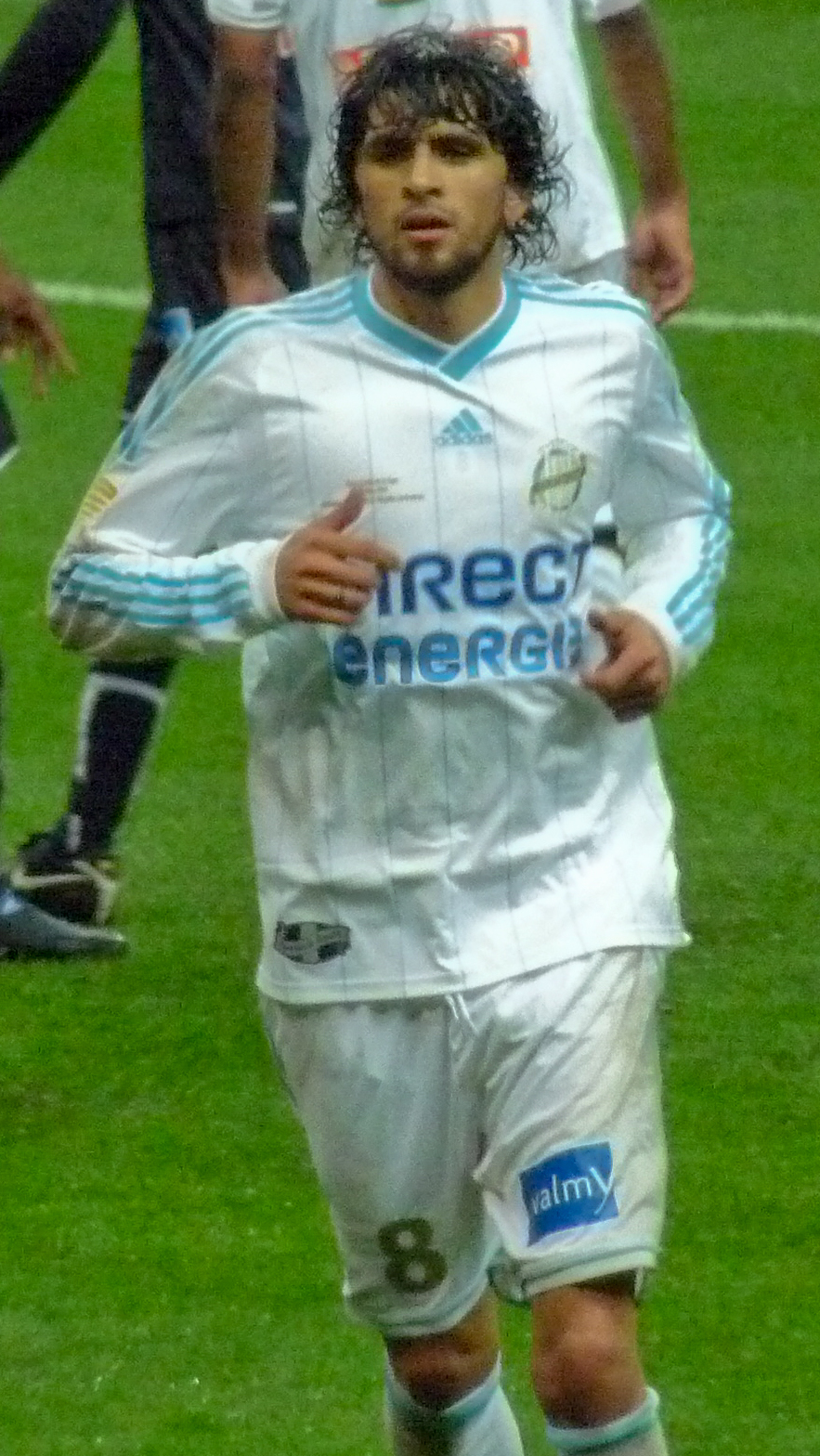
Lucho Gonzalez, vainqueur du trophée en 2010.
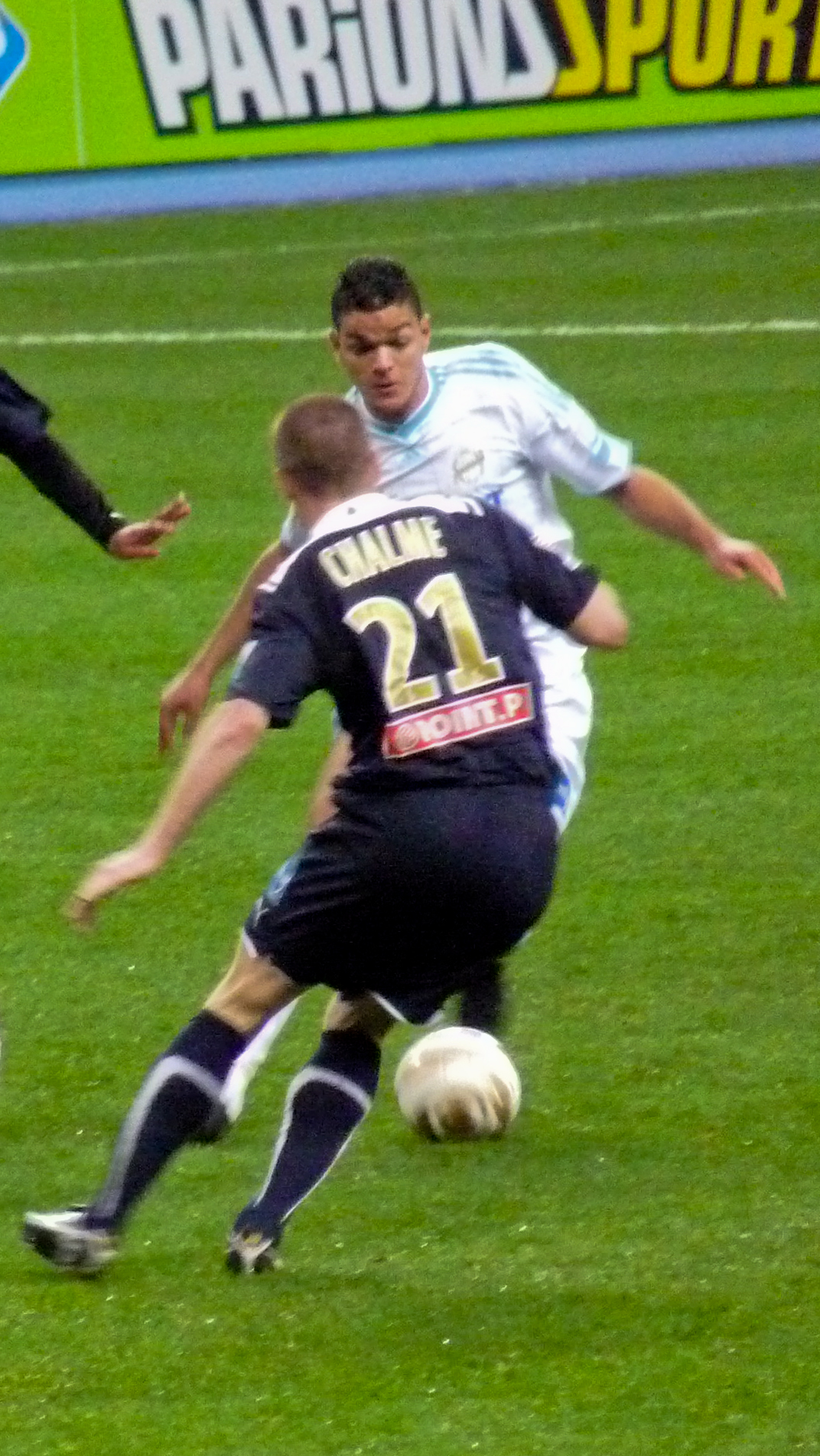
Action du match OM - FCGB, en 2010.